# Artur Soveral Andrade
Artur José Montenegro Soveral Freire de Andrade (26 de outubro de 1959) é um deputado e político português. Ele é deputado à Assembleia da República na XIV legislatura pelo Partido Social Democrata. Ele é licenciado em Direito.